# Terantang Sakti
Terantang Sakti is een bestuurslaag in het regentschap Ogan Komering Ulu van de provincie Zuid-Sumatra, Indonesië. Terantang Sakti telt 1296 inwoners (volkstelling 2010).